# Albert Bosquet
Albert Bosquet (n. 13 iunie 1882, Brussel, Comunitatea Francofonă din Belgia⁠(d), Belgia – d. 24 mai 1926, Brussel, Comunitatea Francofonă din Belgia⁠(d), Belgia) a fost un trăgător de tir ce a reprezentat Belgia, medaliat olimpic. A participat la două ediții ale Jocurilor Olimpice (1920, 1924) în care a câștigat o medalie de argint.